# Bronisław Chajęcki
Bronisław Chajęcki ps. „Boryna”, „Maciej Boryna” (ur. 15 grudnia 1902 w Warszawie, zm. 5 lub 20 stycznia 1953 w więzieniu mokotowskim) – pedagog, działacz harcerski (harcmistrz), podporucznik rezerwy Wojska Polskiego, członek organizacji konspiracyjnych Warszawianka i Unia, pułkownik Armii Krajowej, kapitan Wojska Polskiego.

## Życiorys

### Dzieciństwo i młodość
Był synem Kacpra Chajęckiego i Tekli z domu Piątek. Uczęszczał do Gimnazjum św. Kazimierza w Warszawie. Naukę przerwał w lipcu 1920, kiedy wstąpił na ochotnika do wojska, aby wziąć udział w walkach z bolszewikami. Służył w batalionie harcerskim w Pucku. Po zakończeniu działań wojennych powrócił do Gimnazjum, a następnie podjął naukę w warszawskim Seminarium Nauczycielskim im. Stanisława Konarskiego. Jednocześnie od 1917 działał w harcerstwie; m.in. był komendantem hufca pruszkowskiego i błońskiego ZHP. Służbę wojskową odbył w Szkole Podchorążych Rezerwy Piechoty w Komorowie. Po jej ukończeniu zaczął pracować jako nauczyciel w szkołach w Otwocku i Grodzisku Mazowieckim. Następnie objął funkcję kierownika ośrodka zdrowia i opieki społecznej na Pradze w Warszawie, a od 1936 został delegatem prezydenta Warszawy na Pragę.

### II wojna światowa
Podczas obrony Warszawy we wrześniu 1939 prezydent Stefan Starzyński 11 września postawił go na czele Komisariatu Cywilnego Obrony Pragi jako swojego zastępcę; kierował też ze strony władz cywilnych obroną przeciwlotniczą stolicy. 
W czasie okupacji niemieckiej od 30 września 1939 do wybuchu 1 sierpnia 1944 powstania warszawskiego sprawował funkcję kierownika Miejskiego Biura Dzielnicowego Warszawa Praga. Jednocześnie już od października 1939 zaangażował się w działalność konspiracyjną. Był współorganizatorem organizacji podziemnej Warszawianka, z którą przeszedł do organizacji Unia. Został w niej komendantem wojskowym na Pragę. W marcu 1942, po scaleniu Unii z Armią Krajową, został oddelegowany na stanowisko komendanta Państwowego Korpusu Bezpieczeństwa na obszar Warszawy, którym kierował pod ps. „Boryna” lub „Maciej Boryna”. Brał udział w powstaniu warszawskim jako dowódca batalionu PKB w stopniu pułkownika, a także przy produkcji broni i materiałów wybuchowych. Po kapitulacji powstańców uciekł z transportu jenieckiego i udało mu się dotrzeć do oddziałów partyzanckich Grupy Kampinos AK. W marcu 1945 zgłosił się do Ludowego Wojska Polskiego; został dowódcą kompanii kolejno w 4, 1 i 2 pułkach piechoty. Otrzymał awans do stopnia kapitana. We wrześniu 1946 został zdemobilizowany. Objął funkcję kierownika referatu administracyjnego, a następnie przewodniczącego rady zakładowej w Okręgowym Oddziale Przemysłowo-Rolnym Spółdzielni „Społem”. Później został nauczycielem w Publicznej Szkole Metalowej w Pruszkowie.

### Areszt, skazanie, stracenie
11 listopada 1948 został aresztowany przez UB, i dręczony podczas śledztwa w szczególny sposób. Wyrokiem Sądu Wojewódzkiego w Warszawie z 30 maja 1952 skazany został na karę śmierci. 5 lub 20 stycznia 1953 stracono go w więzieniu mokotowskim. 16 maja 1958 został zrehabilitowany. Symboliczny grób znajduje się na Cmentarzu Wojskowym na Powązkach w Warszawie w Kwaterze „Na Łączce” oraz na cmentarzu Powązkowskim w Warszawie (kwatera 333-5-6). Od czerwca 2002 Instytut Pamięci Narodowej prowadzi pod sygnaturą S 48/02/Zk śledztwo w jego sprawie. Jego szczątki zostały odnalezione w Kwaterze „Na Łączce” 23 maja 2013, a następni zidentyfikowane dzięki Polskiej Bazie Genetycznej Ofiar Totalitaryzmów. 9 czerwca 2016 roku w Pałacu Prezydenckim wręczono notę identyfikacyjną jego wnuczce.

## Odznaczenia, miejsca pamięci
Był odznaczony Krzyżem Srebrnym Orderu Wojennego Virtuti Militari i trzykrotnie Krzyżem Walecznych. Mieszkał w Pruszkowie przy ul. Niecałej róg ul. Wojciecha Drzymały, gdzie znajduje się tablica pamiątkowa. 22.09.2019 roku jego szczątki pochowano w Panteonie na "Łączce"